# Mochileros (serie de televisión)
Mochileros (Backpackers) es un programa de tv de género mixto (documental/reality/viajes) creado por Mick Middleton, James Grech (JAG) y Lee Mahoney, unos amigos de Colac, Australia.

## Argumento
Decidieron tomarse un año para viajar por toda Europa haciendo turismo de alpargata y grabar un programa con sus andanzas provistos de 3 cámaras de vídeo en forma de 26 episodios de 40 minutos cada uno. El programa comenzó a transmitirse el 13 de noviembre de 2006 en el Canal V de la Fox australiana y fue comprado por diversas cadenas de todo el mundo, incluidas OLN Canada, C4 New Zealand etcétera. 
El programa es ya un clásico del excursionismo mochilero; descubre las andanzas y tropiezos de los tres aventureros, sus borracheras, amistades y desavenencias, sus visitas turísticas, sus problemas económicos, sentimentales, de idiomas, de alimentación, de sueño y de limpieza, los trastornos mecánicos con la vieja autocaravana que han comprado de segunda mano para hacer parte del camino y que han bautizado "Van Damme", descubrimientos, reencuentros, etcétera, mientras viajan por Inglaterra, Irlanda, Escocia, España, Andorra, Portugal, Francia, Alemania, República Checa, Hungría, Bélgica, Holanda, Italia y Malta. 
Participan en la caída del queso rodante en Escocia "en nombre de la estupidez"; fotografían un fantasma; corren los Sanfermines, se atizan en la tomatina de Buñol... prueban los platos típicos (y a veces inventan platos de subsistencia auténticamente intragables), visitan los lugares de nombres pintorescos para ellos, como Peñíscola en España, Condom en Francia o Fucking en Austria, etcétera. Los detienen en Francia por tener marihuana, pero logran salir indemnes; terminan perdiendo el sentido en Praga tras una borrachera de ajenjo y en Múnich, distraídos por la Fiesta de la cerveza, les roban una cámara. 
Cuando la serie concluye tras 26 episodios, recapitulan: el viaje los ha hecho evolucionar como personas: son más maduros y equilibrados y, siendo como eran buenos chicos, tras haber dejado tantas cosas atrás, valoran y distinguen mejor lo importante de la vida, se conforman con poco y son aún mejores personas y más solidarias que antes. Y no se arrepienten de la experiencia, aunque haya sido a ratos dura, y la recomiendan: mereció la pena.